# Wimbledon Open 1995
Die Wimbledon Open 1995 im Badminton fanden vom 8. bis zum 10. September 1995 in London statt.

## Sieger und Platzierte
| Disziplin    | Gold                             | Silber                         | Bronze                            |
| ------------ | -------------------------------- | ------------------------------ | --------------------------------- |
| Herreneinzel | Peter Knowles                    | Pedro Vanneste                 | Gerben Bruijstens                 |
| Herreneinzel | Peter Knowles                    | Pedro Vanneste                 | Anthony Bush                      |
| Dameneinzel  | Marina Yakusheva                 | Elena Rybkina                  | Alison Humby                      |
| Dameneinzel  | Marina Yakusheva                 | Elena Rybkina                  | Carolien Glebbeek                 |
| Herrendoppel | Chris Hunt John Quinn            | James Anderson Ian Pearson     | Julian Robertson Nathan Robertson |
| Herrendoppel | Chris Hunt John Quinn            | James Anderson Ian Pearson     | Russell Hogg Kenny Middlemiss     |
| Damendoppel  | Eline Coene Erica van den Heuvel | Nichola Beck Joanne Muggeridge | Elena Rybkina Marina Yakusheva    |
| Damendoppel  | Eline Coene Erica van den Heuvel | Nichola Beck Joanne Muggeridge | Brenda Conijn Nicole van Hooren   |
| Mixed        | Joanne Davies Ian Pearson        | Nikolai Sujew Marina Yakusheva | James Anderson Emma Constable     |
| Mixed        | Joanne Davies Ian Pearson        | Nikolai Sujew Marina Yakusheva | Kenny Middlemiss Jillian Haldane  |